# ドゥドゥ・チェン

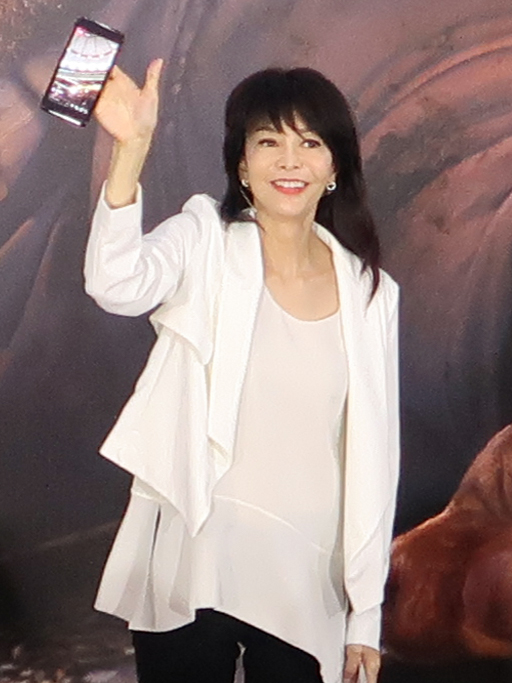
ドゥドゥ・チェン

ドゥドゥ・チェン（鄭裕玲、Do Do Cheng、1957年9月9日 - ）は、香港の女優。

## 経歴
香港で最も人気のある女優の1人で、少女時代から数多くのCMやテレビ番組で活躍。子供の頃の愛称“ドゥドゥ”がそのまま芸名となっている。
初出演した映画『終わらない愛を探して』（1983年）で香港電影金像奨最優秀新人賞を受賞。以後、数多くのテレビドラマや映画に出演する。中でも中国から来た超堅物な公安官を演じた『彼女はシークレット・エージェント』（1990年）は大ヒットし、パート4まで製作された。同作で香港電影金像奨の最優秀主演女優賞も獲得している。また、『星星月亮太陽』（1988年）では金馬奨最優秀主演女優賞も受賞している。
90年代はカナダに移住し、一時芸能活動を休止したが、現在は香港へ戻り、数多くのテレビ番組で司会を担当している。

## 出演作

### 映画
- 終わらない愛を探して（1983年）
- 相続ゲーム（1986年）
- 愛と銃弾の掟（1987年）
- 男たちのバッカ野郎（1987年）
- トップ・レディ（1987年）
- 僕たちは天使じゃない（1988年）
- タイガー刑事（1988年）
- バーニング・センセーション（1989年）
- 危ない女たち（1989年）
- 彼女はシークレット・エージェント（1990年）
- 涙で乾杯（1990年）
- タイガー・コネクション（タイガー刑事2）（1990年）
- プロジェクト・イーグル（1991年）
- ゴッド・ギャンブラー/リターンズ（1991年）
- 恋のトラブルメーカー（1992年）